# Alan Scott
Alan Ladd Wellington Scott o Alan Scott es un superhéroe ficticio que aparece en los cómics estadounidenses publicados por DC Comics, y el primer personaje que lleva el nombre de Linterna Verde. Él lucha contra el mal con la ayuda de un anillo mágico que le otorga una variedad de poderes. Fue creado por Martin Nodell y apareció por primera vez en el cómic All-American Comics # 16 publicado en 1940.
Alan Scott fue creado después de que Nodell se inspirara en los personajes de los mitos griegos y nórdicos, buscando crear un personaje de entretenimiento popular que luchara contra el mal con la ayuda de un anillo mágico que le otorga una variedad de poderes sobrenaturales. Después de debutar en All-American Comics, Alan Scott pronto se hizo lo suficientemente popular como para sostener su propio cómic, Linterna Verde. Alrededor de este tiempo, DC también comenzó a experimentar con cruces de ficción entre sus personajes, conduciendo a un universo compartido de héroes. Como uno de los héroes más populares de la editorial, Alan se convirtió en miembro fundador de la Sociedad de la justicia de América, uno de los primeros equipos de este tipo de "hombres misteriosos" o superhéroes en los cómics.
Después de la Segunda Guerra Mundial, la popularidad del personaje comenzó a desvanecerse junto con el declive de la Edad de Oro de los cómics, lo que llevó a la cancelación. Después de 12 años agotado, DC optó por reinventar Linterna Verde como Hal Jordan en 1959. Más tarde, DC volvería a a Alan Scott, estableciendo que Alan y Hal eran los Linternas Verdes de dos mundos paralelos diferentes, con Alan que reside en La Tierra Dos y Hal en la Tierra Uno. Las historias ambientadas en la Tierra-Dos a partir de entonces demostraron que Alan se convirtió en el padre de dos niños superheroicos, los gemelos Obsidian y Jade, cada uno con poderes un poco como el suyo. Cuando, en 1985, DC optó por reiniciar su continuidad interna, fusionó los mundos Tierra uno y Tierra Dos, Alan volvió a imaginarse como un anciano, un mágico Linterna Verde de una generación anterior que coexiste con los Green Lanters Corps. Cuando DC recuperó su concepto del multiverso interno en la década de 2000, reintrodujo una nueva versión de Alan en la nueva Tierra-Dos, esta vez como hombre homosexual y dueño de un conglomerado de medios cuyos poderes mágicos se derivan de su papel de campeón. del Verde, una entidad que encarna la vida vegetal en la Tierra.

## Historia de la publicación
Alan Scott fue creado por el joven dibujante Martin Nodell, cuya inspiración provino de observar a un empleado del metro de Nueva York agitando una linterna roja para detener el tren debido a una reparación en la vía, luego una linterna verde, cuando la vía estuvo despejada. Con el nombre en mente y tomando mucho prestado de la historia de Aladino, Nodell creó a un justiciero místico que obtiene sus poderes de la llama de una extraña lámpara.
Nodell se unió a Bill Finger, quien se encargaría de los guiones que, con frecuencia, serían dibujados por Martin Nodell y, otras veces, por dibujantes "fantasma" como Irwin Hansen. Scott hizo su debut en All American Comics n.º 16 (julio de 1940). En dibujos constaba como autor "Mart Dellon", seudónimo de Nodell quien, como muchos otros creadores en esa época, esperaba evitar que el estigma de las historietas empañara su carrera en la ilustración comercial.
Según Mordecai Richler, el origen de Linterna Verde se encuentra en la mitología jasídica aunque no expone sus motivos para decir tal cosa. Nodell ha mencionado a la opera El anillo de los nibelungos de Richard Wagner y la visión de la linterna verde del empleado del metro como fuentes de inspiración. Martin Nodell pretendía originariamente que el personaje se llamara Alan Ladd en referencia a Aladino, pero cambió el nombre para evitar confusiones con el actor de cine del mismo nombre.
Scott fue un miembro fundador de la Sociedad de la Justicia de América como se vio en All Star Comics n.º 3 (invierno de 1940). Fue el segundo presidente del grupo (en el número 7), pero abandonó la SJA en el siguiente número y volvió varios años después. Desde entonces ha sido uno de sus miembros clave, apareciendo en las tres colecciones que han llevado el nombre del equipo.

## Biografía ficiticia del personaje

### Descubrimiento
Hace miles de años, una "llama verde" mística cayó a la Tierra. La voz de la llama profetizó que actuaría tres veces: una para dar muerte, una para dar vida y otra para dar poder. En 1940, después de haber completado los dos primeros tercios de su profecía, la llama había sido introducida en una linterna de metal que cayó en manos de Alan Scott, un joven ingeniero ferroviario. Tras el colapso de un puente del ferrocarril, la llama le enseñó a Scott cómo crear un anillo de su propio metal para darle poderes fantásticos como el superhéroe Linterna Verde. Scott adoptó un disfraz colorido (que lo diferenciará de sus sucesores al utilizar los colores rojo y púrpura en su traje aparte del verde) y empezó a combatir el crimen.
Scott ha usado su anillo para volar, caminar a través de objetos sólidos ("moviéndose a través de la cuarta dimensión"), paralizar o cegar temporalmente a la gente, crear rayos de energía, fundir metal como un soplete y hacer que objetos peligrosos brillen, entre otras cosas. Ha empleado el anillo ocasionalmente para crear objetos sólidos o campos de fuerza, del modo a como se suele asociar a su compañero Linterna Verde Hal Jordan, y para leer mentes. Su anillo puede protegerlo contra cualquier objeto hecho de metal, pero no lo protege contra la madera u objetos hechos a partir de plantas. Se dice que esto se deba a que la llama verde es una encarnación de la fuerza de "las cosas verdes y vivas".
Durante los años 40, Linterna Verde parecía alternar historias entre la aventura seria (particularmente cuando aparecía su archienemigo Solomon Grundy (cómic)) y la comedia ligera, que por lo general involucraba a su compañero Doiby Dickles. Hacia el final de sus aventuras de la Edad de Oro, había quedado reducido al rol de compañero de Streak, el perro maravilla, un can heroico del tipo de Rin-Tin-Tin o Lassie.

### La Sociedad de Justicia de América
Scott era miembro de la SJA cuando en 1951 el equipo fue investigado por el Comité Mixto del Congreso para Actividades Antiestadounidenses, una organización ficticia basada en la verdadera Comisión de Actividades Antiestadounidenses (House Un-American Activities Committee) aunque indicando que fue creado en la Tierra-2 tras la muerte del senador Joseph McCarthy. La SJA fue acusada de posibles simpatías comunistas y se solicitó a sus miembros que revelaran sus identidades. Estos declinaron y la mayoría se retiró en los años 50.
Existe un fragmento de continuidad retroactiva que completa los comienzos de la historia de Scott: el All-Star Squadron Annual n.º 3 expone que la SJA luchó contra un ser llamado Ian Karkull que los imbuyó con una energía que retardó su envejecimiento, permitiendo a Scott y muchos otros (así como a sus cónyuges) continuar activos a finales del siglo XX. Los hechos de este incidentes también le muestran tomándose un descanso de la SJA, explicando la desaparición de su personaje durante un tiempo en la alineación del grupo.
Fue también durante este periodo que él y su amigo Jay Garrick (también conocido como Flash) tuvieron un encuentro con Abin Sur, el Linterna Verde que precedió a Hal Jordan. Persiguiendo a un criminal hasta la Tierra, el anillo de Sur fue inmovilizado al ser rodeado por una barrera amarilla formada por su enemigo. Esto hizo necesario que Abin Sur tomara prestado el anillo de Alan cuando éste y Jay estaban inconscientes. Con el nuevo anillo, que carecía de la debilidad al amarillo, Sur fue capaz de sorprender a su enemigo y derrotarlo. Después devolvió el anillo a Alan y abandonó la Tierra.
El equipo volvió a formarse en los años sesenta con Scott como miembro, aunque es poco lo que se conoce de sus aventuras durante este periodo salvo por sus asociaciones con la Liga de la Justicia de América del mundo paralelo de Tierra-1, y unas pocas aventuras a través del universo que Scott compartió con el Linterna Verde de esa misma Tierra, Hal Jordan.
Desde fines de los años 40 hasta los 70, Scott dirigió la Gotham Broadcasting Company (GBC) que fue llevada a la ruina por sus acreedores. Scott se volvió loco temporalmente a causa del Psico-Pirata y el resto de la SJA ayudó en su recuperación. Jay Garrick lo ayudó a comenzar una nueva carrera como científico, aunque más adelante consiguió recobrar el control de la GBC a la que aún dirige.

### Descendencia

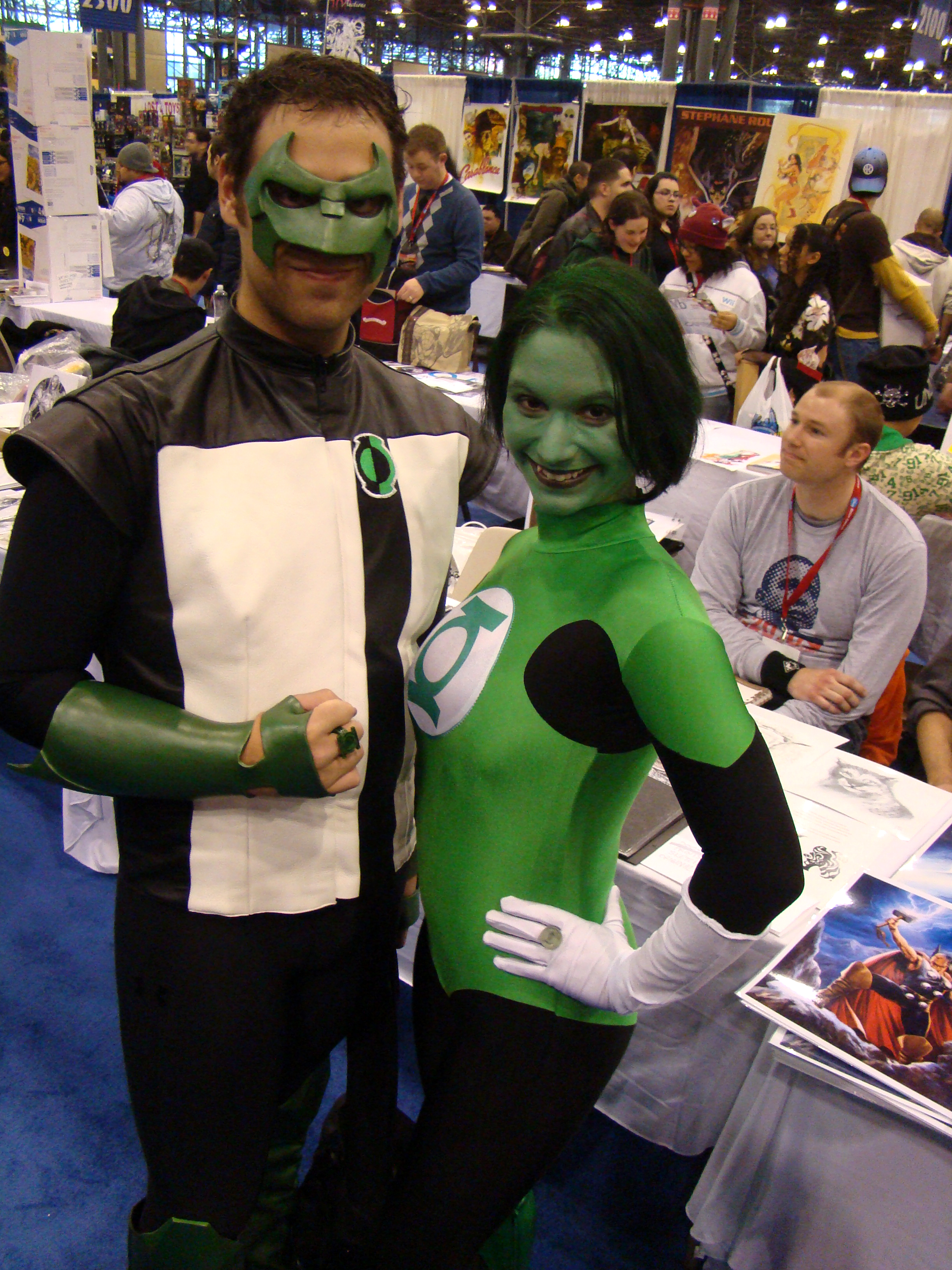
Cosplay de Kyle Rayner y Jade, la hija de Alan Scott.

Eventualmente, fue revelado que a finales de los años 50 o principios de los 60, Scott se casó con la mujer de doble identidad Rose and Thorn y tuvieron dos hijos que se convirtieron en los superhéroes Jade y Obsidian del grupo Infinity Inc.
En los años 80, Scott se casó con la que fue su némesis durante largo tiempo (ahora reformada) Molly Mayne, también conocida como Arlequín (The Harlequin) y se reconcilió con sus hijos.
En 2012, DC Comics anunció que Alan Scott cambió su orientación sexual y su pareja se llama Sam.

### Post-Crisis
Tras la Crisis en Tierras Infinitas (que unió todas las realidades paralelas en una), la fuente de poder de Scott fue cambiada de forma retroactiva al místico "Starheart" (Corazón estelar), la unión que los Guardianes del Universo de Oa hicieron de las características mágicas del universo de Tierra-1. Esta fuerza colectiva fue escondida en el corazón de una estrella donde adquirió inteligencia. También es la responsable de ralentizar el envejecimiento de Scott. Otra historia implica una conexión con Yalan Gur, un antiguo miembro de los Green Lantern Corps. 
En un momento dado, Scott y el resto de la SJA desaparecieron durante años, transportados a otra dimensión luchando eternamente en un Ragnarök repetitivo. Eventualmente consiguieron ser rescatados y continuaron sus actividades hasta una desastrosa batalla con el villano Extant en la que Scott envejeció físicamente hasta un punto cercano a su edad actual, llevándolo hasta un semi-retiro.
Durante un tiempo el Starheart se volvió parte del cuerpo de Scott quien adoptó el nombre de Centinela (Sentinel), convirtiéndose en uno de los miembros fundadores de la nueva SJA. Gracias a las propiedades de rejuvenecimiento del Starheart, el cuerpo de Scott fue revitalizado temporalmente de tal manera que aparentaba ser un hombre de entre treinta y cuarenta años. Desde entonces su apariencia física ha sido alterada de nuevo de forma que se asemeja su verdadera edad. Aún continúa luchando contra el crimen en su traje original, empleando nuevamente un anillo y actuando como referente de la SJA y la comunidad superheroica en general.

### Relanzamiento del Universo DCSegunda Oleada:Tierra-2Renacida
Finalmente, con el objetivo de revivir y de traer al mundo moderno a las nuevas generaciones de lectores y para refrescar los personajes de la edad dorada, Alan Scott, el primer Linterna Verde de la editorial fue transformada su personalidad siendo este el primer héroe de la edad dorada en ser presentado abiertamente al público su orientación sexual Gay, cuya característica radicaba originalmente en su hijo Obsidian por años.

## Otras versiones del personaje
- En Kingdom Come de Alex Ross, Alan Scott ha reclamado el manto de Linterna Verde y ha forjado una armadura verde que aparentemente se nutre del poder del Starheart. Durante el curso de la historia se revela que Alan ha construido una ciudad en órbita alrededor de la Tierra a la que ha llamado "Nueva Oa". Alan se une a Supermán en la nueva Liga de la Justicia.

- En el Elseworlds JSA: The Unholy Three pudo verse brevemente otra versión de Alan Scott en la que, tras la Segunda Guerra Mundial, es un agente llamado The Lantern (la Linterna) cuyo anillo de poder era invaluable para la comunidad de inteligencia por su capacidad para discernir entre la verdad y la mentira.

- En la serie de animación de la Liga de la Justicia, en el episodio "Leyendas", los productores utilizaron personajes similares a los de la Sociedad de la Justicia de América de la Edad de Oro (no pudieron emplear los personajes verdaderos por problemas de derechos). El personaje de Green Guardsman (Guardián Verde) era el equivalente de Linterna Verde. El nombre real de Green Guardsman es Scott Mason y su anillo no es efectivo contra nada hecho de aluminio.

- En la historia de Elseworlds Green Lantern: Evil's Might Alan Scott es descrito como el joven líder de una banda llamada "Bowery Greens" (los verdes de Bowery).

- En la serie de Elseworlds llamada La edad dorada, Alan Scott se encuentra bajo la investigación del Comité de Actividades Antiestadounidenses por su negativa a delatar a empleados sospechosos de actividades comunistas. Durante la batalla final, Johnny Quick se refiere a él como el "gran hombre", implicando que puede haber sido el héroe más poderoso de su época (aunque fácilmente esto también sea una referencia a la gran estatura de Alan).

- En la serie smallville (Supermán), aparece en la película Justicia absoluta, mencionado como miembro de la JSA.

- En la historia de Elseworlds "Superman: Red Son" Allan Scott pertenece a los "Green Lantern Marine Cors" y lucha junto con John Stewart, Kyle Rayner, Guy Gardner y Hal Jordan contra Supermán, en un intento por detener una invasión rusa hacia Estados Unidos.

## La homosexualidad
En mayo de 2012, el mundo del cómic se agitó tras el anuncio de DC Comics indicando que uno de sus personajes importantes reaparecería con preferencias homosexuales. Hoy es oficial: el número 2 de la serie Earth 2 muestra que Alan Scott –el primer Linterna Verde– es gay. 
James Robinson, escritor de la serie, declaró que la versión original de Scott –introducido en los años cuarenta– era heterosexual y tenía un hijo con superpoderes llamado Obsidian. Este hijo era gay, pero tras el reinicio del universo de personajes en la serie, lamentaron que desapareciera un “personaje gay tan positivo”, por lo que se consideró que Alan Scott “tomara su lugar”.

## En otros medios

### Televisión
- Un personaje basado en Alan Scott llamado Scott Mason / Green Guardsman aparece en el episodio de dos partes de la serie animada Liga de la Justicia, "Legends", con la voz de William Katt. El Green Guardsman era un superhéroe de la Tierra alternativa y miembro del Justice Guild of America que maneja un anillo de poder similar a los utilizados por Green Lantern Corps, aunque no puede afectar el aluminio, y fue visto por los residentes de la Tierra "convencional" como personaje de ficción.
- Alan Scott aparece en el episodio de la serie de acción en vivo de Smallville, "Absolute Justice", interpretado por Doug Pinton. Esta versión era un superhéroe en la década de 1970 y un director ejecutivo de una empresa de radiodifusión anónima que fue arrestado por fraude por parte del gobierno, que tenía la misión de acabar con la Sociedad de la Justicia de América. Scott, al igual que los otros héroes, intentó responsabilizarse de varios crímenes, aunque nunca fueron condenados. Como la ley ahora conocía su identidad de superhéroe, Scott se retiró de los actos heroicos. Su anillo y su batería se guardaron más tarde en el museo que la Sociedad de la Justicia utilizó como guarida. En la continuación del cómic de la serie de televisión Smallville Season 11, se revela que Scott no era miembro de Green Lantern Corps y obtuvo su anillo de poder y batería a través de medios desconocidos.
- Alan Scott aparece en el episodio de la serie animada de Batman: The Brave and the Bold, "Crisis: 22,300 Miles Above Earth!", con la voz de Corey Burton.
- Alan Scott hace un breve cameo sin hablar en el episodio de la serie animada de Young Justice, "Humanity", a través de imágenes de archivo de la JSA.
- Alan Scott aparece en la serie de DC Universe Stargirl, interpretado por un actor no acreditado. Esta versión es miembro de la Sociedad de la Justicia de América antes de que el equipo fuera atacado y asesinado por la Sociedad de la Injusticia. Mientras su anillo desaparecía, una década después, Courtney Whitmore recuperó su batería impotente. La hija de Scott, Jade, interpretada por Ysa Penarejo, aparece en la segunda temporada.[6]
- Alan Scott aparecerá en la próxima serie de televisión de acción en vivo HBO Max Green Lantern, interpretado por Jeremy Irvine.[7]

### Película
Alan Scott hace un cameo en los créditos iniciales de la película animada del Universo DC Justice League: The New Frontier, en la que el gobierno lo obliga a salir de la heroicidad.

### Videojuegos
Alan Scott aparece en DC Universe Online, con la voz de Jason Phelps.

### Diverso
- Alan Scott aparece en un volumen de la trilogía Sleepers, creado por Mike Baron y escrito por Christopher J. Priest.
- Alan Scott aparece en Adventures in the DC Universe #4, Justice League Adventures #20 (cameo), y Justice League Unlimited #40.

### Figuras de acción
En 2010, Alan Scott fue lanzado en Wave 14 de la línea de juguetes DC Universe Classics de Mattel.